# Alamania punicea
Alamania punicea är en orkidéart som beskrevs av Juan José Martinez de Lexarza. Alamania punicea ingår i släktet Alamania och familjen orkidéer.

## Underarter
Arten delas in i följande underarter:
- A. p. greenwoodiana
- A. p. punicea

## Bildgalleri

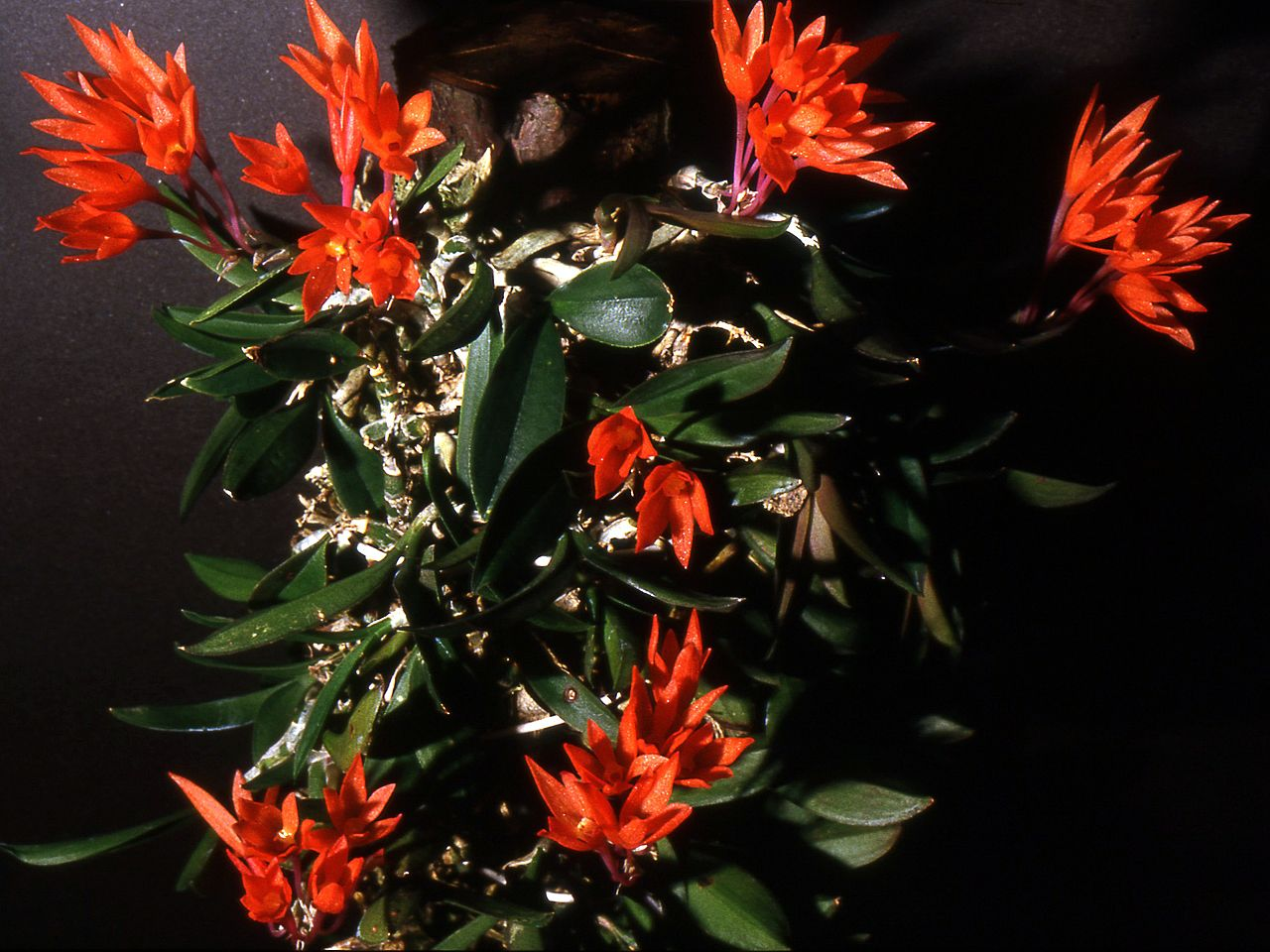
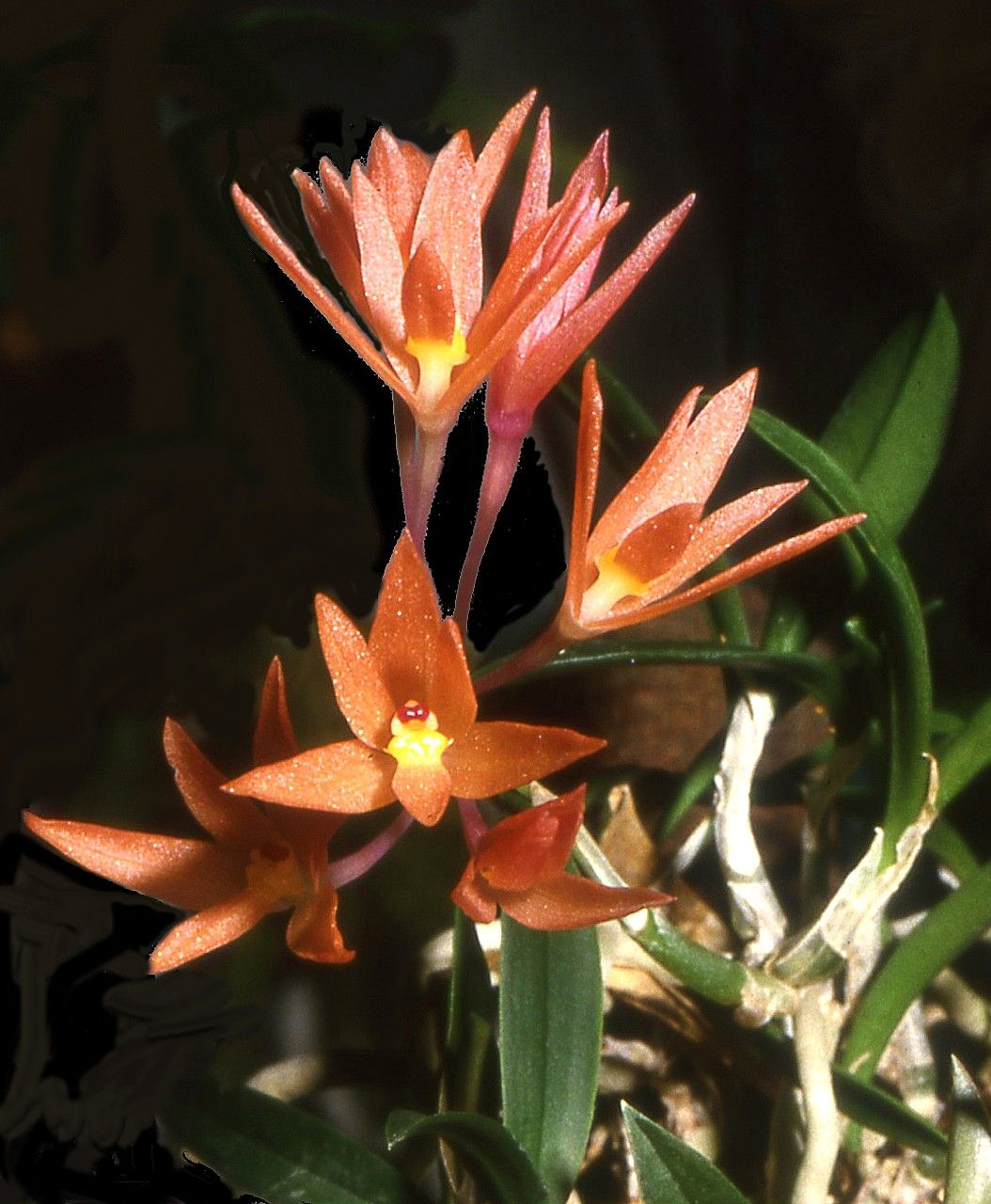